# ژولین دپره

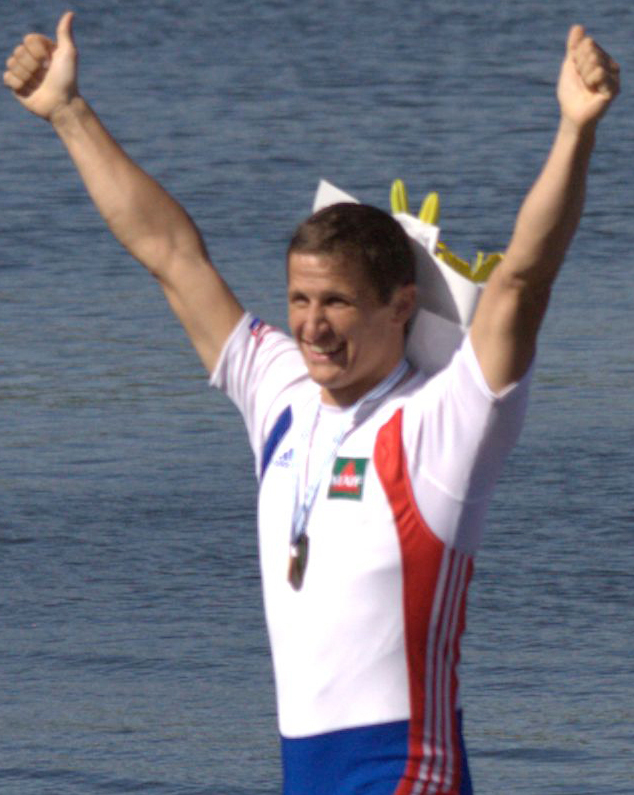
ژولین دپره - ۲۰۱۰

ژولین دپره (فرانسوی: Julien Desprès‎؛ زادهٔ ۱۲ مهٔ ۱۹۸۳) قایقران روئینگ اهل فرانسه است.